# 1973年パリ航空ショーTu-144墜落事故
1973年パリ航空ショーTu-144墜落事故（1973ねんパリこうくうショーTu-144ついらくじこ）は、1973年6月3日、フランスのル・ブルジェ空港で行われていたパリ航空ショーで、アエロフロートの超音速旅客機ツポレフTu-144Sがデモンストレーション飛行中に墜落した事故。

## 概要

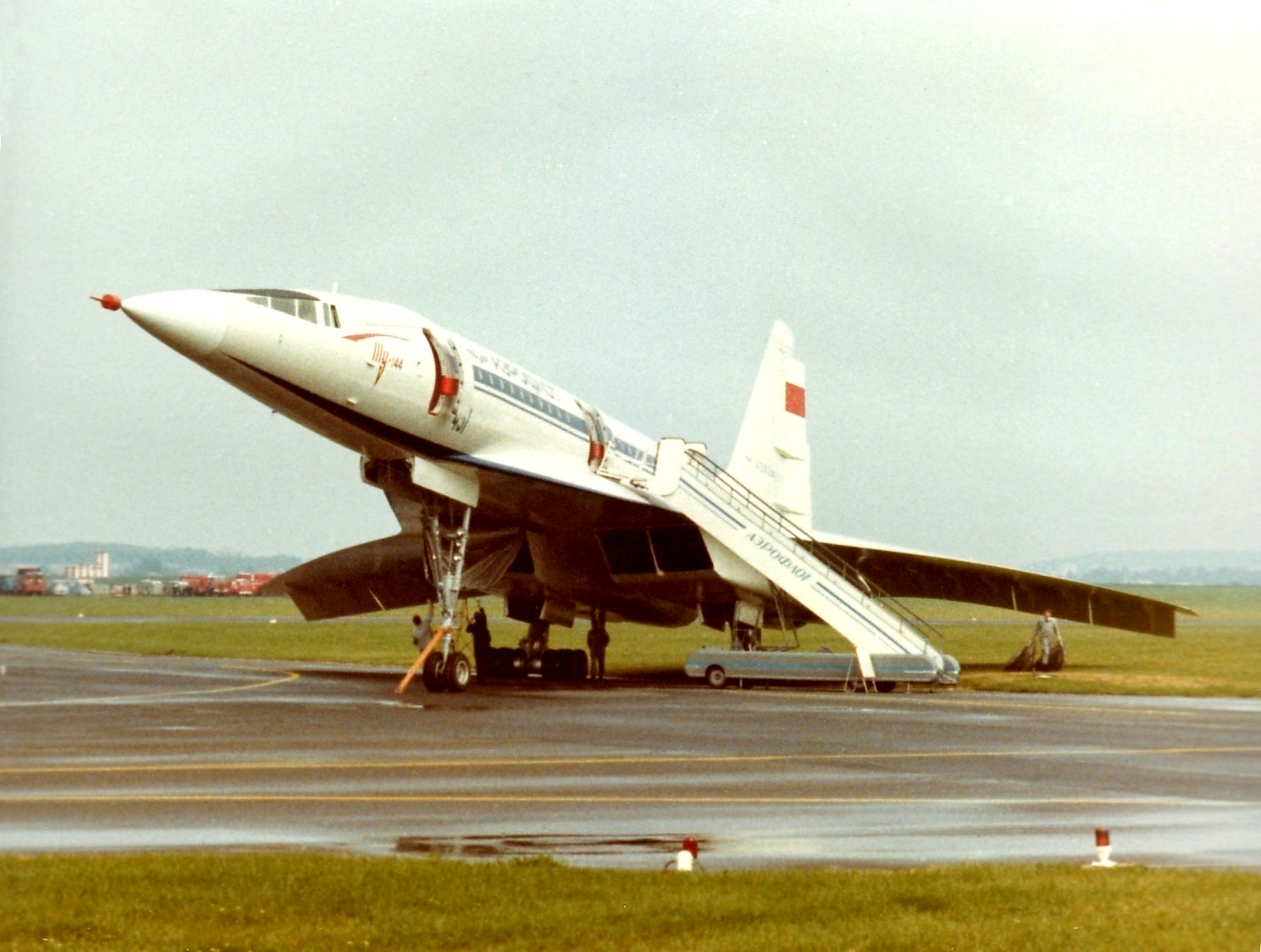
パリ航空ショーで展示中の事故機

1960年代後半、超音速旅客機の開発は東西冷戦の中、西側の陣営のコンコルド機を追いかけるようにソビエト連邦でも急ピッチで進められていた。こうした経緯で完成した超音速旅客機の機体がツポレフTu-144Sであり、コンコルドの機体に似たため「コンコルドスキー」と呼ばれる形状となっていた。ツポレフTu-144Sは、1973年に行われた第30回パリ航空ショーに参加。西側にソビエト連邦の技術と威信を示すお披露目の場となったが、航空ショーにはライバルのコンコルドも参加してきた。
1973年6月3日、コンコルドが無難にデモンストレーション飛行を行った後、ツポレフTu-144Sもデモンストレーション飛行を行った。Tu-144は、旋回を交えてはるかに大胆な飛行を披露したがフライト中に失速、胴体の2か所が破壊され、パリ郊外ル・ブルジェ空港北側の村落に墜落。乗員6人全員と地上の8人が死亡した。

## 原因
墜落事故の原因については、ソビエト連邦側が詳細な情報を開示していないが、いくつかの説が提起されてきた。
- フランスのミラージュ戦闘機が、ツポレフ144を撮影するために突然現れたため無理な飛行を強いられた。
- パイロットの1人が持ち込んでいたビデオカメラが操縦桿にぶつかり、無理な飛行に陥って機体が破壊された。

なお、事故当時の報道では、次のような説が提起されていた。
- コンコルドをしのぐ優秀性を見せるために過剰な演技を行った（フランス各紙）。
- 設計上の問題。エンジンから生じる高温の排気ガスが胴体に当たることを回避するため、ステンレス板で被覆することを余儀なくされ、重量バランスを崩していた（イギリス、イブニング・スタンダード紙）。

## その後
ツポレフTu-144Sは、その後も1978年ツポレフTu-144不時着事故を起こし運行が停止された。運航コストが非常に高いことから、大規模な改造計画に投資が行われることなく、そのまま引退となった。